# 신영균 (기업인)
신영균 (申榮均, 1944년 12월 8일 - )은 대한민국 기업인이다.

## 생애
신영균은 평산 신씨로, 1944년 12월 8일에 서울에서 태어났다. 신영균의 서울의 경복고등학교를 졸업한 뒤, 1964년에 서울대학교 상과대학 경제학과에 입학하였다. 졸업후 1969년 10월부터 1975년 9월까지 한국은행 조사부 행원 조사부에 입사하였다.
1975년에 대우그룹에 입사하여, 1975년 10월부터 1978년 11월까지 동양증권 과장을 지냈으며, 1978년 11월부터 1985년 2월까지 대우조선공업(주) 국제금융부 차장·부장을 역임하였다. 1985년 3월부터 1987년 12월까지는 대우조선공업(주) 국제금융부 자금담당 이사부장을 역임하였고, 1988년 1월부터 1988년 12월까지 (주)대우 외국자금담당 이사부장을 역임하였다. 1989년 1월부터 1990년 3월까지 (주)대우 자금담당 이사를 역임하였고, 1990년 4월부터 1993년 1월까지 대우조선공업(주) 기획·재무총괄 이사를 역임하였다. 1993년 2월부터 1995년 2월까지 대우조선공업(주) 기획·재무총괄 상무로 승진하여 활동하였고, 1995년 4월부터 1995년 11월까지 대우중공업(주) 전무로 재임하였다. 1995년 12월부터 1999년 11월까지 대우중공업(주) 조선해양부문 대표이사 사장으로 재임하였고, 1998년 4월부터 1999년 3월까지 한국강구조협의회 2대 회장을 역임하였다. 1998년 6월에는 한국조선공업협회 비상근이사를 역임하였고, 1999년 12 월에는 대우중공업(주) 조선부문 대표이사 사장으로 활동하였다. 2000년 10월부터 2001년 7월까지 대우조선공업(주) 대표이사 사장을 역임하였고, 2002년 9월 동부한농화학 대표이사 사장, 2003년 3월 동부정밀화학(주) 이사, 2004년 1월 동부그룹 부회장 (화학부문)을 거쳐서 2006년부터 현재까지 동부한농 고문으로 근무하고 있다. 그는 1981년 10월 국무총리표창을 수상하였으며, 1996년 10월 한국 능률협회에서 주관하는 경영TPM상을 수상하였다.